# Dâlbocița, Mehedinți
Dâlbocița este un sat în comuna Ilovăț din județul Mehedinți, Oltenia, România.